# Indexed Database API
Indexed Database API 또는 IndexedDB(과거 이름: WebSimpleDB)는 색인이 포함된 JSON 객체가 모여있는 트랜잭셔널 로컬 데이터베이스를 위해 W3C가 권고한 웹 브라우저 표준 인터페이스의 하나이다. 웹사이트는 데이터베이스에서 영속적인 데이터를 모아서 저장할 수 있다. W3C는 2015년 1월 8일 IndexedDB 인터페이스를 위한 최종 권고안을 발행하였다.

## 용례
IndexedDB는 북갈피, 또 이메일 등의 웹 애플리케이션과 같은 브라우저 구현 기능을 위해 사용할 수 있다. 테스트 및 실험 목적으로 Indexed Database API의 오픈 소스 참조 구현체가 존재한다. 라이브러리 및 전자책 리더 애플리케이션의 하나인 eLibri에 사용되고 있다.

## 기능
IndexedDB는 브라우저 내에 임베디드되는 트랜잭셔널 데이터베이스이다. 이 데이터베이스는 NoSQL 데이터베이스 몽고DB나 카우치DB와 비슷하게 JSON 객체의 컬렉션 개념으로 정리된다. 각 객체는 삽입 중에 생성되는 키로 식별한다. 인덱싱 시스템은 저장된 객체로의 접근을 최적화한다.

## 같이 보기
- HTML5